# Joséphine Baker, la primera icona negra
Joséphine Baker, la primera icona negra (originalment en francès, Joséphine Baker. Première icône noire) és una pel·lícula documental biogràfica sobre la ballarina, cantant i actriu Joséphine Baker. Està dirigida per Ilana Navaro i es va estrenar el 22 de novembre del 2018 al Festival de Cinema Artístic de Beirut. El documental relata com Baker va néixer en una família pobra i negra estatunidenca i es va acabar convertint en estrella del cabaret a París i en una fervent activista pels drets civils de les persones negres. Als escenaris de tot Europa, el seu ball sacseja les convencions i la moral d'un continent que busca aires de canvi. Tanmateix, cada vegada que Baker torna als Estats Units, topa amb el racisme i la segregació, que la victòria contra el nazisme no ha aconseguit mitigar. Aquest documental vol ser la història del despertar polític de la considerada primera estrella negra del món, des dels escenaris de París fins a la gran marxa pels drets civils al costat de Martin Luther King. És una producció d'ARTE France, Kepler 22 Productions, Novak Prod i RTBF amb el suport del Programa Media de la Unió Europea. El 7 de gener de 2022 es va estrenar el doblatge en català al canal 33.